# Suillia valentinae
Suillia valentinae är en tvåvingeart som beskrevs av Gorodkov 1962. Suillia valentinae ingår i släktet Suillia och familjen myllflugor. Inga underarter finns listade i Catalogue of Life.